# Meunye Matang Ubi
Meunye Matang Ubi is een bestuurslaag in het regentschap Aceh Utara van de provincie Atjeh, Indonesië. Meunye Matang Ubi telt 1070 inwoners (volkstelling 2010).